# 10,4 mm Vetterli
O 10,4 mm Vetterli (oficialmente o 10.4x38mm R Suíço Vetterli M69/81, também conhecido como .41 Suíço), é um cartucho de fogo circular metálico que utilizava pólvora negra, adotado pelo governo Suíço, tornando-se um dos poucos cartuchos de fogo circular a ser adotados para serviço militar. A partir de 1890, o 10,4 mm Vetterli começou a migrar para pólvora sem fumaça; suas características originais eram: calibre real 10,54 mm (.415"); estojo de liga de cobre-zinco, com bala de chumbo pesando 313 grãos (20,3 gramas).

## Histórico
Em 1867, os militares suíços adotaram o cartucho de 10,4×38 mm, que foi um dos poucos cartuchos de fogo circular a ser adotado no serviço militar, a bala de 313 gr e a velocidade de saída de 1.400 fps eram respeitáveis em comparação com seus contemporâneos. As armas mais populares com câmara para este cartucho foram a série de fuzis Vetterli. Este artucho também foi usado no Peabody de 1867.
Ainda em 1868 o calibre foi designado como "10,5mm", que correspondia ao valor médio da tolerância da época (10,35mm a 10,65mm). A partir de 1871, a tolerância foi reduzida para 10,35 mm a 10,55 mm e o calibre passou a ser referenciado como "10,4 mm".
Adotado em 1869 junto com o fuzil Vetterli por ação de ferrolho giratório. Esse cartucho foi descontinuado, junto com o fuzil, em 1889. Com uma bala de 313 gr (20,3 g; 0,72 oz), é "pouco adequado" para cervos, e apenas em curto intervalo.
O estojo original era feito de uma liga de cobre-zinco que continha uma bala de chumbo de ponta redonda. Em 1871 e 1878, a bucha de papel que crimpava o conjunto foi melhorado, mas o desempenho balístico foi apenas marginalmente melhorado.
A munição continuou disponível comercialmente nos EUA até 1942 com balas de 310gr oferecidas pela Winchester (K4154R) e de 300gr oferecidas pela Remington (R326).

Alguns exemplares do 10,4 mm Vetterli
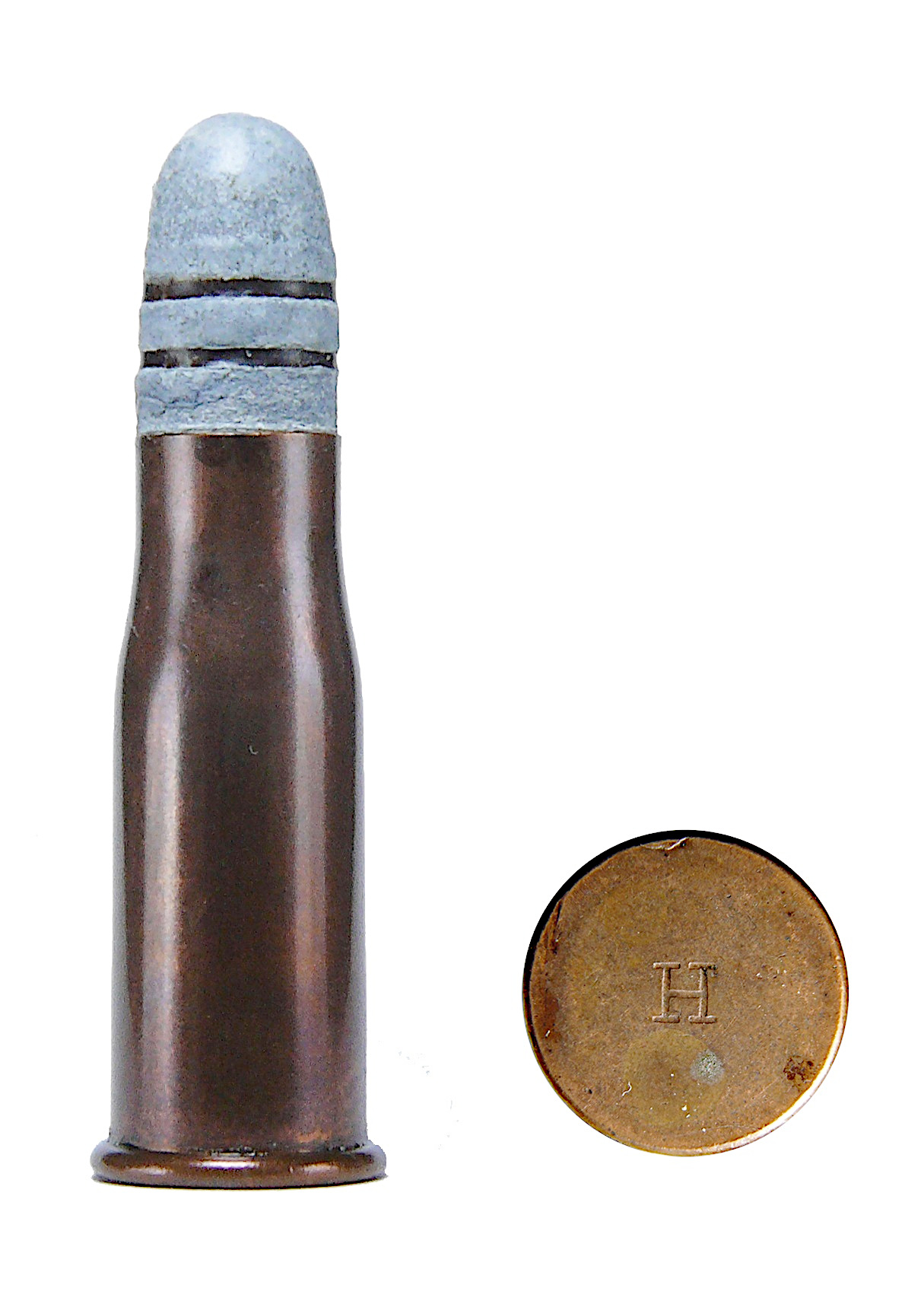
Um 10,4 mm Vetterli fabricado pela "Winchester".
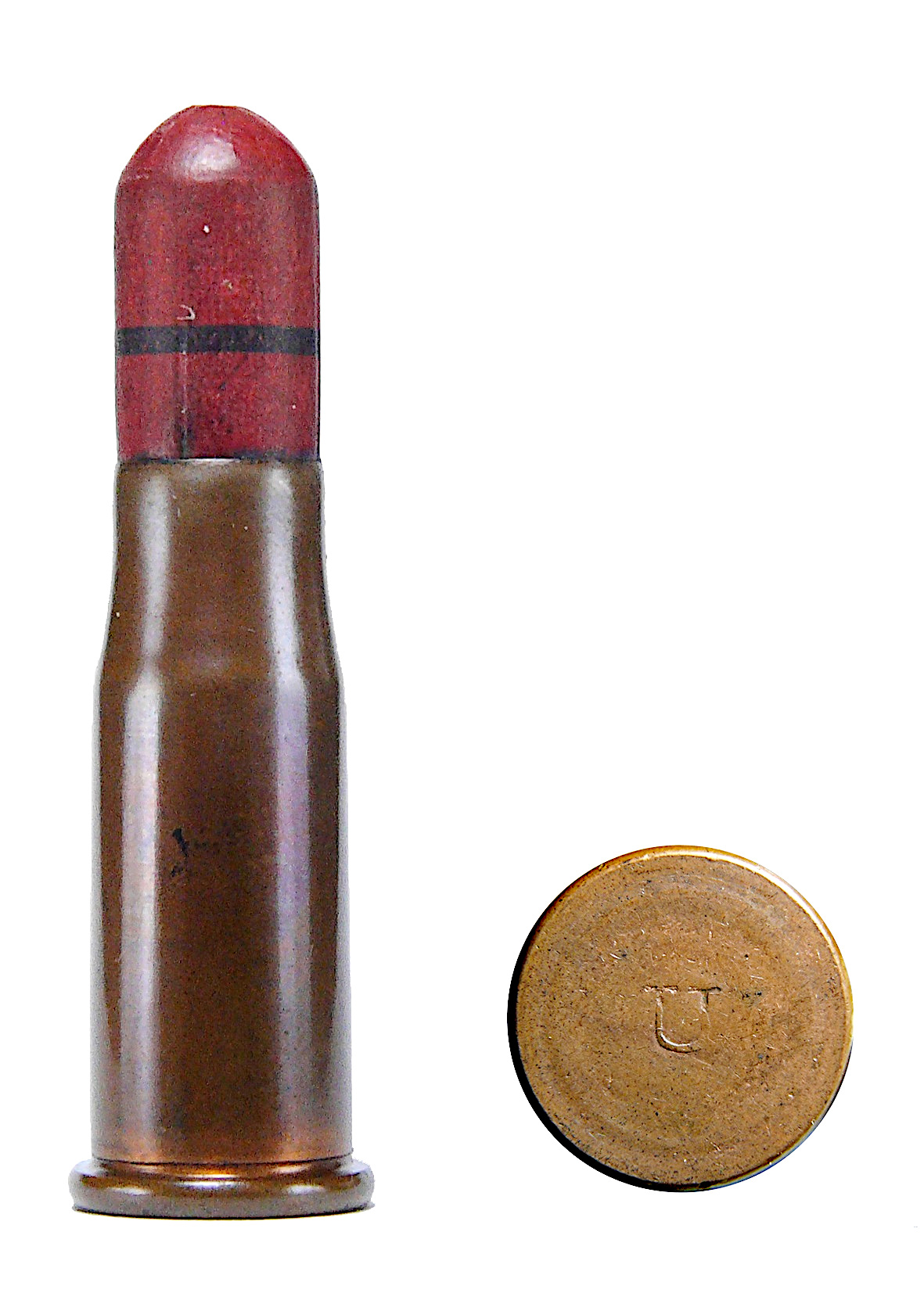
Um 10,4 mm Vetterli "shotshell" fabricado pela "Remington".
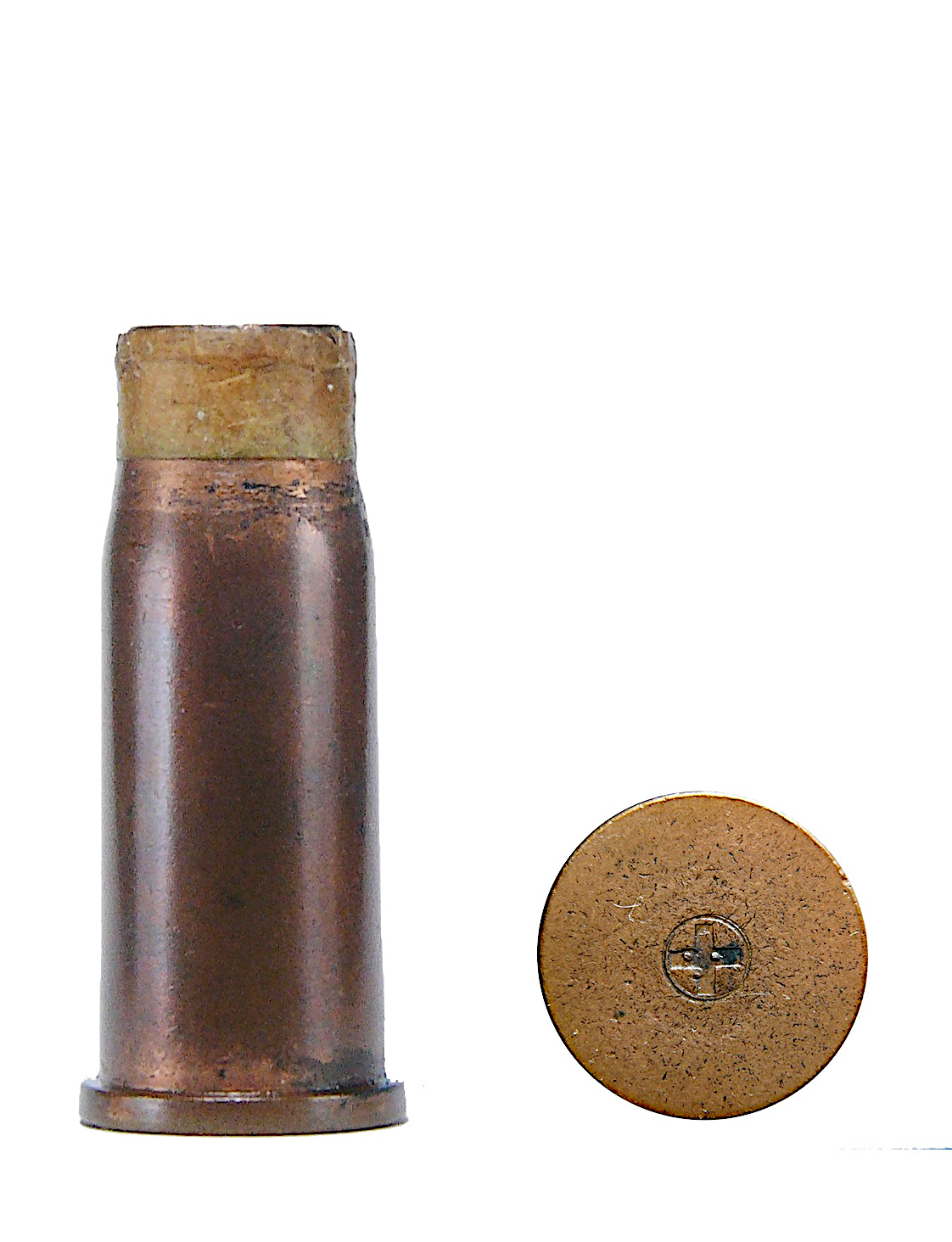
Um 10,4 mm Vetterli de festim fabricado pelo arsenal "Thun".

## Projeto
Em sua versão original, o 10.4x38mm R Suíço com um estojo metálico feito de "tombac" (94% cobre, 6% zinco) em forma de "garrafa", usava uma carga de pólvora negra com balas de chumbo. Exceto pela carga um pouco mais pesada, eles equivaliam aos cartuchos do Milbank-Amsler e Peabody de tiro único. Cartuchos utilizando bagos do tipo "shotshell" eram ocasionalmente entregues e também havia uma bala incendiária com a designação de "GP 1867". Cartuchos de manipulação, que podem ser reconhecidos pelo estojo furado, foram entregues às tropas para exercício.
O calibre efetivo da bala era de 10,8 mm (em sua ranhura mais larga). Apesar do diâmetro da bala, o calibre da Vetterlimunition foi fornecido como 10,4, que correspondia ao calibre normal dos rifles Vetterli posteriores. A bala possuía uma cavidade na parte traseira semelhante a uma "Minié ball", que se expandia devido à pressão do gás e, assim, resultava em melhor orientação da bala nos trens.

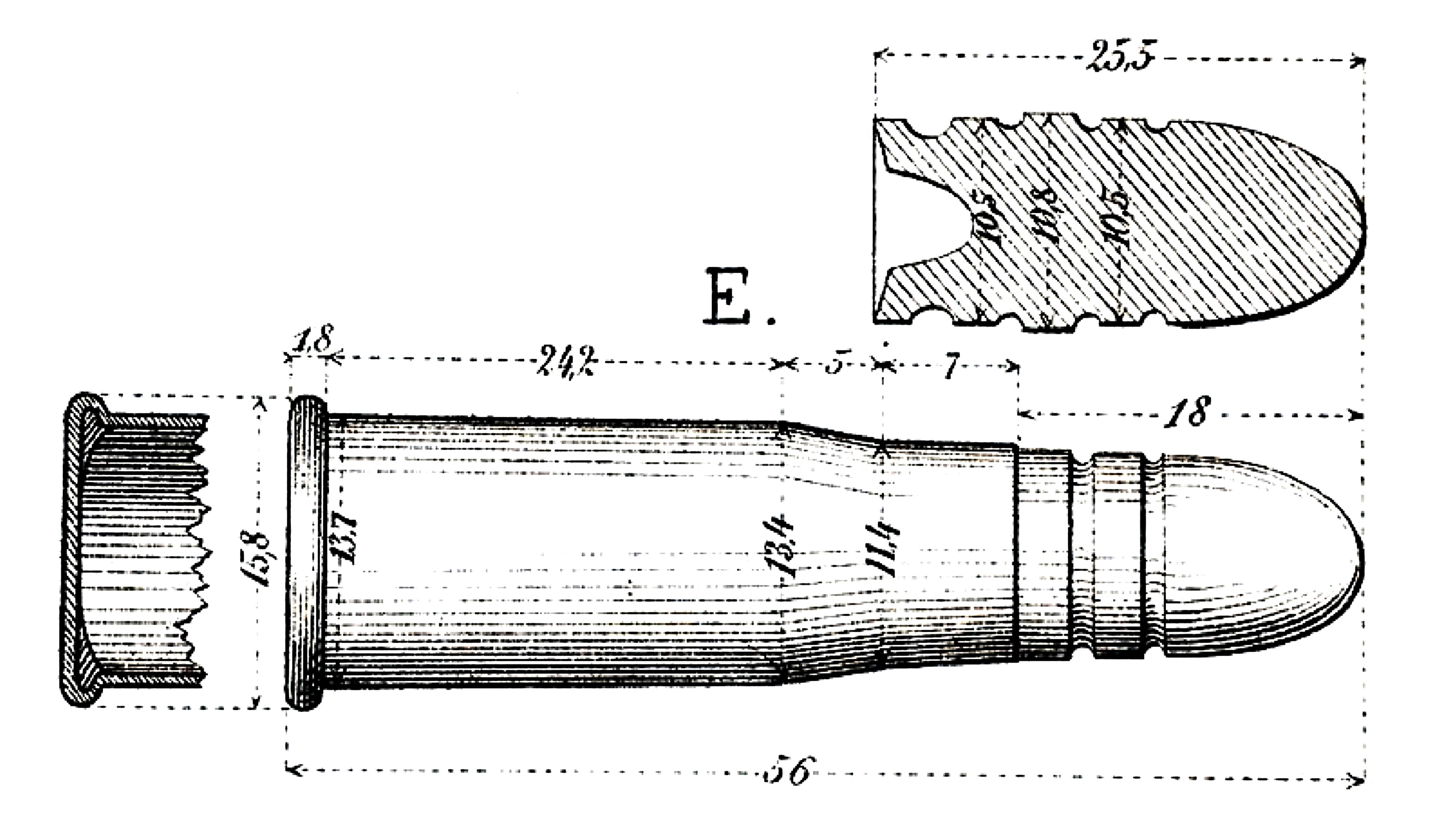

A carga de pólvora do cartucho Vetterli era de 4 g, ele também poderia ser disparado com segurança com o "Milbank-Amsler 1851-1867" anterior e com o "Peabody" (carga do cartucho anterior 3,6 g de pólvora, 20,4 g de bala), com um V0 de 435 m/s. Disparado do fuzil de infantaria, o alcance máximo de tiro foi de 2.800 m.
As versões de caça do cartucho tinham as mesmas cargas de pólvora que a munição militar, estojos de latão e principalmente balas semijaquetadas com a ponta exposta.
A carga da versão para "rifle cadete" era de apenas 3 g, a fim de reduzir o recuo da arma mais leve a um nível tolerável para os jovens.

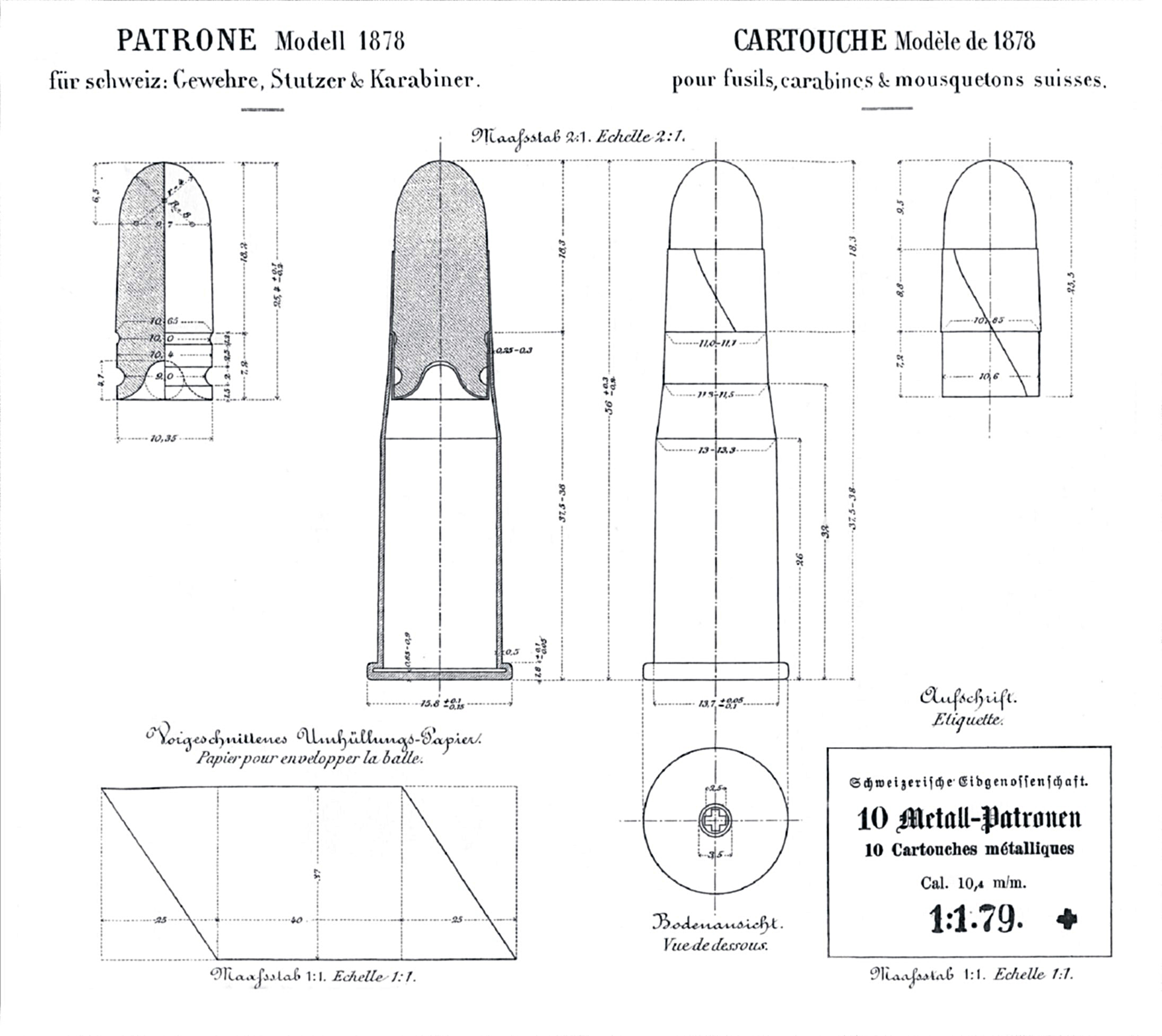

Devido ao desempenho insatisfatório do cartucho das carabinas, sua forma foi adaptada à câmara do cartucho em 1871; em 1878, a bala de chumbo simples foi substituída por uma com invólucro sabot de papel, versão conhecida com o sufixo "71/78".
Em 1890, houve uma mudança para pólvora com baixo teor de fumaça ("pólvora nitro") (conhecido como "P.C. 89").
A "Eidgenössische Munitionsfabrik Thun" fabricou o cartucho até 1942.

## Armas que utilizaram

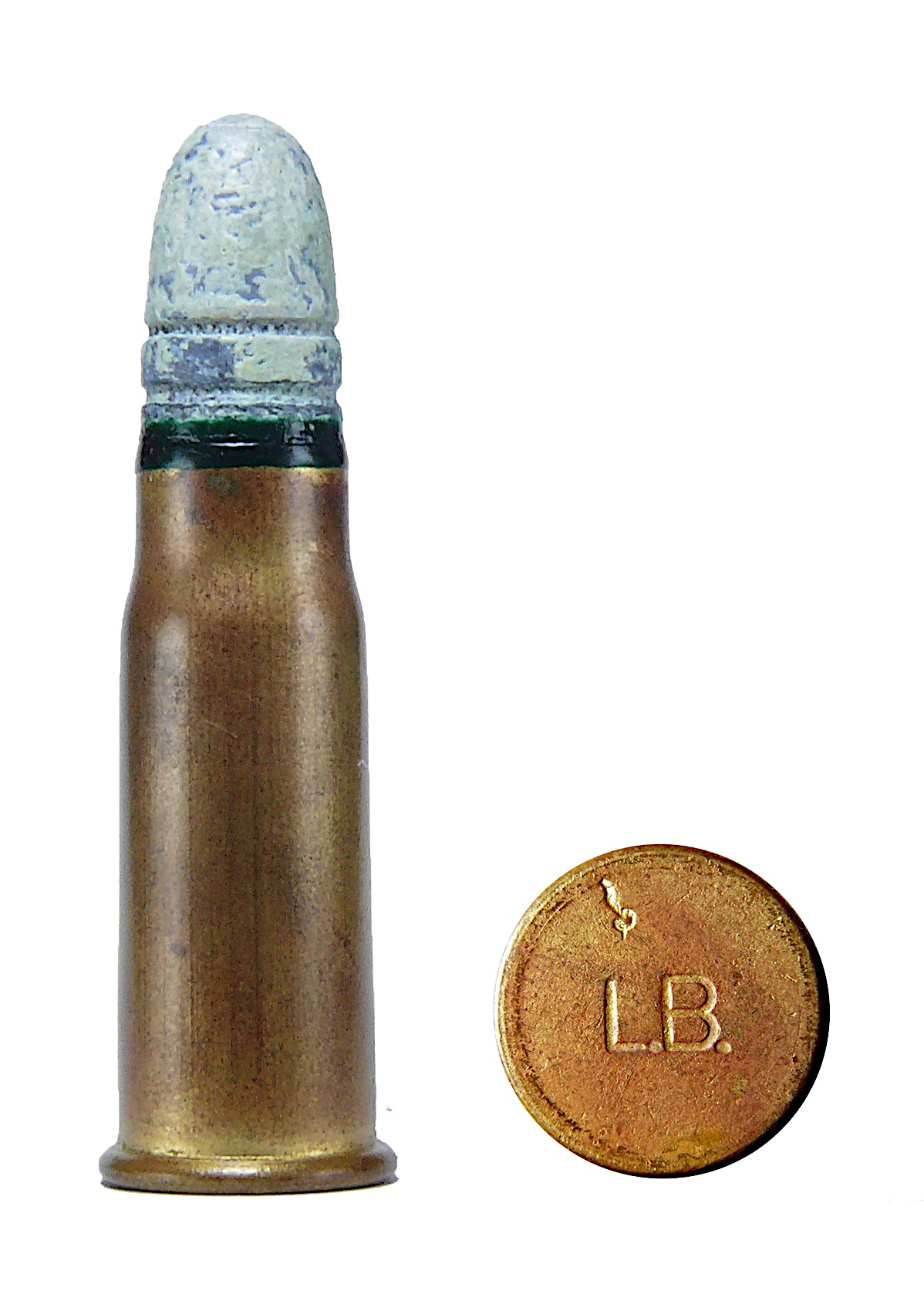
Um 10,4 mm Vetterli
fabricado pela "Leon Beaux".

Essas foram as armas que utilizaram o 10.4x38mm R Suíço:
- Peabody 1867
- Vetterli Repetierstutzer 1869
- Vetterli Repetiergewehr 1869
- Vetterli Repetiergewehr 1869/70
- Vetterli Kadettengewehr 1870
- Vetterli Polizeirepetiergewehr 1870
- Vetterli Repetiergewehr 1869/71
- Vetterli konv. Karabiner 1869/71
- Vetterli Kav. Karabiner 1871 (Typ 2)
- Vetterli Repetiergewehr 1871
- Vetterli Repetierstutzer 1871
- Peabody 1867/77
- Vetterli mod. 1878
- Vetterli Karabiner 1878
- Vetterli mod. 1881
- Vetterli Repetierstutzer 1881
- Vetterli mod. 1878/81